# 에밀리아 브로딘
에밀리아 엘리사베트 브로딘(스웨덴어: Emilia Elisabeth Brodin, 혼전 성씨 아펠크비스트(Appelqvist), 1990년 2월 11일 ~ )은 스웨덴의 여자 축구 선수이다. 포지션은 수비형 미드필더이며, 현재 스웨덴 다말스벤스칸의 유르고르덴 IF에서 활동하고 있다.

## 클럽 경력
2006년에 벨링에 IF에 입단하면서 다말스벤스칸 무대에 데뷔했다. 2007년 10월에는 벨링에 IF와 4년 계약을 체결했고 벨링에 IF가 2008 다말스벤스칸 시즌에서 강등될 때까지 활동했다. 2009년에는 AIK로 이적했고 AIK가 2010 다말스벤스칸 시즌에서 강등될 때까지 활동했다.
2011년부터 2013년까지 튀레쇠 소속으로 활동했으며 2012 다말스벤스칸 시즌에서 튀레쇠의 우승에 기여했다. 2013 다말스벤스칸 시즌 중반에는 피테오 IF로 임대되었고 2013년 11월에는 피테오 IF로 완전 이적했다. 2015 다말스벤스칸 시즌에서는 피테오가 3위를 차지하는 데에 기여했고 2016년에는 유르고르덴으로 이적했다.
2017년 1월에는 연쇄적인 무릎 부상으로 인해 2017 다말스벤스칸 시즌에 불참했고 네덜란드에서 개최된 UEFA 여자 유로 2017에도 불참했다. 2017년 10월에 유르고르덴과의 계약을 1년 연장하면서 2018년에 복귀할 것으로 기대되었지만 2018년 3월에 임신 사실을 통보하면서 복귀 계획이 연기되었다.

## 국가대표 경력
벨라루스에서 개최된 2009년 UEFA U-19 여자 축구 선수권 대회에 참가한 스웨덴 여자 U-19 축구 국가대표팀의 주장을 맡으면서 스웨덴의 준우승에 기여했다. 독일에서 개최된 2010년 FIFA U-20 여자 월드컵에서 스웨덴 여자 U-20 축구 국가대표팀의 주장을 맡으면서 4경기에 출전했는데 스웨덴은 콜롬비아와의 8강전 경기에서 0-2로 패배하면서 탈락하고 만다.
2013년 6월부터 스웨덴 여자 U-23 축구 국가대표팀에 소집되어 11경기에 출전했으며 2013년 11월에는 스웨덴 여자 축구 국가대표팀의 감독을 맡고 있던 피아 순드하게에 의해 국가대표팀 훈련 캠프에 소집되었다. 2014년 2월 8일에 프랑스 아미앵에서 열린 프랑스와의 친선 경기에 처음 출전하면서 스웨덴 여자 축구 국가대표팀 선수로 데뷔했는데 스웨덴은 프랑스에 0-3으로 패배했다.
2015년 5월에는 캐나다에서 개최된 2015년 FIFA 여자 월드컵에 참가한 스웨덴 여자 축구 국가대표팀 명단에 이름을 올렸지만 미국과의 조별 예선 경기에서 후반전 30분부터 15분 정도 교체 출전하는 데에 그쳤고 스웨덴은 독일과의 16강전 경기에서 1-4로 패배하면서 탈락하고 만다. 2016년 4월 8일에 열린 슬로바키아와의 UEFA 여자 유로 2017 예선 경기에서는 자신의 국가대표팀 첫 골을 기록하면서 스웨덴의 3-0 승리에 기여했다.
2016년 5월에는 반월판 손상으로 인해 수술이 필요한 상황에 처했지만 2016년 리우데자네이루 하계 올림픽에 참가한 스웨덴 여자 축구 국가대표팀 명단에 이름을 올렸다. 브라질과의 조별 예선 경기에서는 후반전 19분부터 26분 정도 교체 출전했지만 스웨덴은 브라질에 1-5로 패배하고 만다. 하지만 브라질과의 준결승전 경기에서 104분 동안 선발 출전했고 스웨덴은 브라질에 전후반 및 연장전 0-0, 승부차기 4-3 승리를 기록하면서 결승전에 진출하게 된다. 스웨덴은 독일과의 결승전 경기에서 1-2로 패배하면서 은메달을 획득하게 된다.

## 사생활
에밀리아 아펠크비스트는 2017년 7월에 스웨덴의 남자 아이스하키 선수이자 자신의 소꿉친구였던 다니엘 브로딘(Daniel Brodin)과 결혼하면서 자신의 성을 남편의 성으로 바꾸게 된다. 2018년 9월에는 자신의 첫 딸인 밀라 이다(Mila Ida)를 출산했다.

## 수상

### 클럽
튀레쇠 FF
- 다말스벤스칸 1회 우승 (2012)

### 국가대표
- 2009년 UEFA U-19 여자 축구 선수권 대회 준우승
- 2016년 리우데자네이루 하계 올림픽 여자 축구 은메달